# Ferenc Puskás
Ferenc Puskás, geboren Ferenc Purczeld (Boedapest, 2 april 1927 – aldaar, 17 november 2006) was een Hongaarse voetballer en voetbaltrainer.
Deze met rugnummer 10 spelende linksbenige aanvaller was een van de meest productieve topscorers ooit. Hij wordt beschouwd als de beste voetballer die Hongarije heeft voortgebracht, en als een van de beste ter wereld. In Nederland en België was Puskás ook bekend onder de bijnaam De Voetballende Majoor. In Hongarije als Öcsi (Broertje) en als Száguldó őrnagy (Galopperende Majoor). In Spanje kreeg de kleine, gedrongen voetballer de bijnamen Pancho en Cañoncito Pum (Kanonnetje Boem).
Puskás was aanvoerder van het Hongaarse nationale elftal dat als het Gouden Team (Aranycsapat), ofwel de Magische Magyaren, in de eerste helft van de jaren 1950 furore maakte. Na de Hongaarse Opstand van 1956 week hij uit naar West-Europa. In Spanje bouwde Puskás in 1958-1966 een tweede carrière op als sterspeler van Real Madrid. Vanaf 1967 was hij als trainer in vele landen actief.
In 1992 keerde Öcsi bácsi (Oom broertje) terug naar Hongarije, waar hij ook door zijn innemende persoonlijkheid, enorm populair was en is. Puskás overleed in november 2006 en werd met nationale eer begraven. De FIFA maakte in oktober 2009 bekend dat het vanaf december van dat jaar voortaan jaarlijks de naar de Hongaar vernoemde Puskásprijs uitreikt, voor het mooiste doelpunt van het jaar.
Ferenc Puskás speelde voor meerdere clubs een oefenwedstrijd, waaronder Willem II.

## Loopbaan bij Kispest-Honvéd
Vader Ferenc Purczeld (die in 1938 de familienaam liet verhongaarsen tot Puskás) was een verdienstelijk voetballer en later trainer van de club Kispesti FC uit Kispest, een voorstad van Boedapest. Het talent van Ferenc junior werd vroeg onderkend en vanaf zijn 11e jaar speelde hij bij de club van zijn vader. In die tijd al samen met zijn vriend en buurjongen József Bozsik, die later ook deel uitmaakte van het Gouden Team.
Vanaf 1943 speelde Puskás bij Kispest in de hoogste klasse, in 1947-48 werd hij in de clubcompetitie nationaal en Europees topscorer met 50 doelpunten. Na de onder Sovjet invloed tot stand gekomen socialistische machtsovername in Hongarije kwam de club in 1949 onder controle van het Hongaarse leger. In de socialistische landen was het gebruikelijk dat ministeries, vakbonden en grote bedrijven hun eigen voetbalclub hadden. Omgedoopt tot Budapesti Honvéd SE moest de club van Kispest bijdragen aan de popularisering van de strijdkrachten. De spelers werden ook daadwerkelijk bij het leger ingelijfd, Puskás kreeg op die manier de rang van majoor.
Vanwege de grote invloed van het leger (dienstplicht!) kon Honvéd makkelijk getalenteerde spelers van andere clubs aantrekken en zo de kern van het Gouden Team vormen. In 1949-50 werd de club voor het eerst nationaal kampioen. Met Honvéd zou de Galopperende Majoor vijfmaal de nationale titel veroveren en kwalificeerde hij zich nog drie keer als landelijk topscorer. Zijn belangrijkste internationale successen boekte hij echter met de nationale selectie, getraind door Gusztáv Sebes.

## Puskás en het Gouden Team
In augustus 1945 debuteerde Öcsi in het nationale elftal en hij wist in deze eerste interland tegen Oostenrijk ook te scoren. In 1945-1956 zou hij in totaal 85 keer uitkomen voor de Hongaarse nationale selectie, en scoorde hij 84 maal.
In 1952 werd het Hongaarse team met Puskás als aanvoerder olympisch kampioen op de Spelen van Helsinki, door in de finale Joegoslavië met 2-0 te verslaan. Dat er twee socialistische landen in de finale stonden was overigens geen toeval. Beroepsspelers waren destijds van deelname aan de Olympische Spelen uitgesloten, maar deze regel had in de socialistische landen geen effect. Toch was het Hongaarse team werkelijk superieur: tussen 1950 en 1954 bleef het in 32 wedstrijden ongeslagen.
Veel indruk maakte in 1953 de sensationele winst van Hongarije in een vriendschappelijke wedstrijd tegen Engeland. De Engelsen verloren op Wembley de Match of the Century met 6-3, de eerste thuisnederlaag van het Engelse nationale elftal in dertig jaar. Puskás scoorde tweemaal in deze wedstrijd, die hij later het hoogtepunt van zijn loopbaan noemde. Nog erger werden de Engelsen vernederd in de return, die de Hongaren in Boedapest wonnen met 7-1. Na de overwinning op Engeland werden de Magische Magyaren, met naast aanvoerder Puskás onder andere Sándor Kocsis en Zoltán Czibor, gezien als het sterkste elftal ter wereld.
In 1954 was dit team dan ook dé grote favoriet om in Zwitserland wereldkampioen te worden. In het begin van het toernooi raakte Puskás in een wedstrijd tegen West-Duitsland, die de Duitsers met 8-3 verloren, ernstig geblesseerd. Zonder hem bereikten de Hongaren toch de finale in Bern, opnieuw tegen West-Duitsland. Puskás werd, nog niet geheel hersteld, weer opgesteld en wist binnen enkele minuten al te scoren. De voorsprong van de Hongaren werd tot 2-0 vergroot, maar nog voor rust slaagden de Duitsers erin gelijk te komen. Kort voor het einde van de tweede helft brachten ze de stand op 3-2, een tegentreffer door Puskás in de voorlaatste minuut werd afgekeurd. Beide doelpunten zijn nog steeds omstreden, maar door het Wonder van Bern waren de Duitsers wel wereldkampioen. Een bittere pil voor de Hongaren, die ook in 1938 al een finale van het wereldkampioenschap hadden verloren.

## Emigratie
De Hongaarse opstand in 1956 tegen de Sovjet overheersing vormt een breuk in de carrière van Puskás.
Bij het uitbreken van de revolutie was hij met Honvéd in Spanje voor een Europacup-wedstrijd tegen Athletic de Bilbao. Vanwege de chaotische situatie in Boedapest bleef het team in het buitenland en werd de returnwedstrijd in Brussel gepland. Nadat de opstand door de Russen was onderdrukt wilden de spelers echter helemaal niet meer terug, zeker nadat ze erin geslaagd waren om ook hun gezinnen te laten vluchten.
Op eigen houtje maakte de ploeg van Honvéd in de winter van 1956-57 een tournee door Italië, Spanje en Zuid-Amerika. In 1957 wist het bewind in Hongarije de meeste spelers er eindelijk toe te bewegen terug te keren, maar de sterren Puskás, Kocsis en Czibor bleven in het buitenland. Onder druk van de Hongaarse autoriteiten legde de FIFA Puskás nu een schorsing van 18 maanden op. Maar ook zonder die maatregel was het voor de gedeprimeerde voetballer moeilijk om een nieuwe werkgever te vinden. De clubs in Italië, waar zijn voorkeur naar uitging, vonden de 30-jarige Puskás te oud en inmiddels ook te dik. Via de eveneens uitgeweken Honvéd assistent Emil Oestreicher kon Puskás (na 10 kilo te zijn afgevallen) uiteindelijk een contract sluiten met Real Madrid.

## Loopbaan bij Real Madrid
Real Madrid had in 1956 het eerste Europacup-toernooi gewonnen en deze titel in 1957 en 1958 geprolongeerd. Met sterspelers als de Argentijn Alfredo Di Stéfano, Francisco ‘Paco’ Gento en nu ook Puskás, kon Real zijn overheersende positie in Spanje en Europa lang vasthouden.
In zijn acht seizoenen bij Real Madrid scoorde Puskás 156 keer in 180 competitiewedstrijden. Viermaal was hij Spaans topscorer, terwijl de club vijfmaal het landskampioenschap veroverde, één keer de nationale cup, en nog driemaal de Europacup voor landskampioenen (1959, 1960, 1966). Puskás speelde 39 Europacup wedstrijden voor Real Madrid en scoorde 35 keer. In zijn eerste finale, 1959, was Puskás echter niet opgesteld. Het verhaal gaat dat dit voor Real-chef Santiago Bernabéu reden genoeg was om, ondanks winst, de trainer te ontslaan.
Gedenkwaardig was de Europacupfinale van 1960. Voor 135.000 toeschouwers op Hampden Park in Glasgow, versloeg Real Madrid het West-Duitse Eintracht Frankfurt met 7-3. Drie doelpunten kwamen op naam van Alfredo Di Stéfano en de andere werden allemaal gescoord door de Magyaar met het gouden linkerbeen.
Begin jaren zestig van de 20e eeuw verloor Real zijn onaantastbare positie in het Europees clubvoetbal. In 1962 bereikte het nog wel de finale van het Europa Cup I-toernooi. Maar in het Olympisch Stadion van Amsterdam verloor Real met 5-3 van het Portugese Benfica. Alle doelpunten van Real Madrid werden gemaakt door de inmiddels 35-jarige Puskás.
In datzelfde jaar vertrok de in 1961 tot Spanjaard genaturaliseerde Pancho met het Spaanse nationale team naar Chili, om daar deel te nemen aan de eindronde van het Wereldkampioenschap. Het werd een teleurstelling. Puskás kwam niet tot scoren en Spanje werd al in de eerste ronde uitgeschakeld. In totaal zou hij viermaal voor de Spaanse selectie uitkomen.
In 1966 stonden 'de koninklijken' – mét Puskás als wisselspeler – toch weer aan de Europese top. De finale in de Europa Cup 1 werd niet alleen bereikt, maar ook nog gewonnen. In Brussel, van het Joegoslavische Partizan Belgrado, met 2-1. Regisseur Gento veroverde zijn zesde Europa Cup 1, hij bezit dit record nog steeds.
Maar hierna beëindigde Ferenc Puskás, 39 jaar, zijn carrière als voetballer en werd hij trainer.
Tijdens zijn hele carrière als speler speelde hij 1271 wedstrijden en maakte hij 1571 doelpunten.

## Loopbaan als trainer en latere jaren
Terwijl Puskás als voetballer maar voor twee clubs uitkwam, wisselde hij als trainer frequent van werkgever. Mogelijk een aanwijzing dat zijn trainerscarrière minder bevredigend was dan zijn loopbaan als voetballer.
Hij begon in 1967 in Spanje, en werkte daarna twee jaar in Noord-Amerika. Na enkele seizoenen bij Deportivo Alavés was Puskás in 1970-74 trainer van het Griekse Panathinaikos. Met Panathinaikos behaalde hij driemaal het Griekse landskampioenschap, en in 1971 de finale van het Europa Cup I-toernooi. Panathinaikos verloor deze wedstrijd echter met 2-0 van AFC Ajax.
Later werkte Puskás als trainer in Zuid-Amerika, Spanje, Griekenland, en Egypte. Hij was in 1976-77 bondscoach voor Saoedi-Arabië. In 1990-91 werd hij met South Melbourne Hellas Australisch kampioen en cupwinnaar.
In 1981 bezocht Puskás voor het eerst sinds 1956 zijn geboorteland Hongarije, waar het regime zijn successen jarenlang zo veel mogelijk had verzwegen. Door de bevolking werd hij echter met enthousiasme ontvangen. Na de val van het socialisme in 1989 werd Puskás in Hongarije een nationale held. In 1992 keerde hij definitief terug, en in het daarop volgende jaar deed hij als interim coach van het Hongaars nationaal elftal een poging om kwalificatie voor de eindronde van het Wereldkampioenschap 1994 af te dwingen. Dit lukte echter niet.
In 1997 kreeg hij de 'Olympic Merit Award' van het Internationaal Olympisch Comité. Nog in het begin van 1997 ontving hij een prijs op het 'Football Gala of the Century' in München, als diegene die de meeste doelpunten scoorde in de wereld: 512 tijdens 528 competitiewedstrijden (voor Kispest, Budapesti Honvéd en Real Madrid), gebaseerd op de data van de Duitse organisatie die de statistische gegevens van het voetbal bijhield (zie bovenstaande afbeelding van zijn wereldrecordcertificaat afgeleverd door het IFFHS.
In 2000 werd bij Puskás de ziekte van Alzheimer vastgesteld en in zijn laatste levensjaren moest de Hongaar veelvuldig worden opgenomen in het ziekenhuis. Ter gelegenheid van zijn 75e verjaardag werd het grote Volksstadion (Népstadion) in Boedapest omgedoopt tot het Puskás Ferenc Stadion. Puskás overleed op 17 november 2006 op 79-jarige leeftijd in een ziekenhuis in Boedapest. Hij werd in grootse stijl begraven in de Sint-Stefanusbasiliek. Puskás liet zijn vrouw Erszébet, met wie hij in 1949 getrouwd was, en een dochter achter.

### Ferenc Puskás-trofee
Sinds 2009 wordt de Ferenc Puskás-trofee uitgereikt. Een comité plaatst de tien mooiste doelpunten van de voorbije jaargang op de FIFA-website. De bezoekers van de website bepalen vervolgens wie de winnaar wordt van de trofee. De winnaar wordt uiteindelijk op het jaarlijkse FIFA World Player Gala bekendgemaakt. Dit gebeurde voor het eerst op 21 december 2009.

### Puskás Akadémia
In Hongarije is voetbalclub Puskás Akadémia naar Puskás vernoemd.

## Erelijst
Als speler
| Competitie                 |                  |                                             |                  |                  |
| Competitie                 | Aantal           | Jaren                                       |                  |                  |
| Boedapest Honvéd           | Boedapest Honvéd | Boedapest Honvéd                            | Boedapest Honvéd | Boedapest Honvéd |
| -------------------------- | ---------------- | ------------------------------------------- | ---------------- | ---------------- |
| Magyar Labdarúgó Liga      | 5x               | 1949/50, 1950, 1952, 1954, 1955             |                  |                  |
| Real Madrid                |                  |                                             |                  |                  |
| Mondiaal                   |                  |                                             |                  |                  |
| Wereldbeker voor clubteams | 1x               | 1960                                        |                  |                  |
| Continentaal               |                  |                                             |                  |                  |
| Europacup I                | 3x               | 1958/59, 1959/60, 1965/66                   |                  |                  |
| Nationaal                  |                  |                                             |                  |                  |
| Primera División           | 5x               | 1960/61, 1961/62, 1962/63, 1963/64, 1964/65 |                  |                  |
| Copa del Rey               | 1x               | 1961/62                                     |                  |                  |

| Competitie                             | Winnaar   | Winnaar   | Runner-up | Runner-up | Derde     | Derde     |
| Competitie                             | Aantal    | Jaren     | Aantal    | Jaren     | Aantal    | Jaren     |
| Hongarije                              | Hongarije | Hongarije | Hongarije | Hongarije | Hongarije | Hongarije |
| -------------------------------------- | --------- | --------- | --------- | --------- | --------- | --------- |
| Balkan Cup                             | 1x        | 1947      |           |           |           |           |
| Olympisch kampioenschap                | 1x        | 1952      |           |           |           |           |
| Centraal-Europese Internationale Beker | 1x        | 1953      |           |           |           |           |
| Wereldkampioenschap voetbal            |           |           | 1x        | 1954      |           |           |

Als trainer
| Competitie                 |               |                  |               |               |
| Competitie                 | Aantal        | Jaren            |               |               |
| Panathinaikos              | Panathinaikos | Panathinaikos    | Panathinaikos | Panathinaikos |
| -------------------------- | ------------- | ---------------- | ------------- | ------------- |
| Alpha Ethniki              | 2x            | 1969/70, 1971/72 |               |               |
| Club Sol de América        |               |                  |               |               |
| Liga Paraguaya             | 1x            | 1985/86          |               |               |
| South Melbourne Hellas     |               |                  |               |               |
| National Soccer League     | 1x            | 1990/91          |               |               |
| National Soccer League Cup | 1x            | 1989/90          |               |               |
| Dockerty Cup               | 2x            | 1989, 1991       |               |               |

Individueel
- Hongaars topscorer: 1947-48, 1949-50, 1950, 1953
- Spaans topscorer: 1960, 1961, 1963, 1964
- Europees topscorer: 1948
- Wereldselectie: 1963
- Europese selectie: 1965
- Lid van de FIFA International Football Hall of Fame: 1998
- Sportman van de 20e eeuw in Hongarije: 2001
- Sportman van de Hongaarse natie: 2004
- 4de beste Europese speler van de eeuw (IFFHS - International Federation of Football History and Statistics)
- 6de beste speler van de eeuw (IFFHS)
- Best scorende speler van de 20ste eeuw (IFFHS)

Records
- De meeste doelpunten in één wedstrijd: 7 doelpunten (19 februari 1949)
- De meeste doelpunten in één seizoen: 50 doelpunten (1948)
- Derde plaats op de topscorerslijst van de 20e eeuw (514 doelpunten)
- Derde plaats in de Hongaarse lijst van topscorers (358 doelpunten in 1943–1956)
- Meeste doelpunten voor het Hongaarse elftal (84 doelpunten)
- Dertiende plaats in de Spaanse lijst van topscorers (156 doelpunten in 1958–1967)
- Derde plaats in de lijst van topscorers in de Europacup I

| Logo van de Olympische Spelen | Goud | Zilver | Brons | Logo van de Olympische Spelen |
|                               | 1    | 0      | 0     |                               |